# Alexion Pharmaceuticals
Alexion Pharmaceuticals — американська компанія виробник та розробник препарату соліріс англ. Soliris (Екулізумаб англ. eculizumab), що призначений для лікування рідкісних хронічних генетичних станів (пароксизмальної нічної гемоглобінурії), які можуть пошкодити нирки, серце, мозок. У США вартість річного курсу лікування складає 440 тисяч доларів США.

## Нагороди та відзнаки
- У 2013 році американський журнал Forbes вніс Alexion Pharmaceuticals до трійки найбільш інноваційних компаній 2013 року.[6]